# 300 Geraldina
300 Geraldina è un asteroide della fascia principale del diametro medio di circa 80,18 km. Scoperto nel 1890, presenta un'orbita caratterizzata da un semiasse maggiore pari a 3,2069276 UA e da un'eccentricità di 0,0524275, inclinata di 0,74021° rispetto all'eclittica.
L'origine del suo nome è sconosciuta.